# Australiens parlament
Australiens parlament (Parliament of Australia) er et tokammersystem som består af Repræsentanternes Hus og Senatet. Desuden er Australiens statsoverhoved, kong Charles 3., repræsenteret ved Australiens generalguvernør, også en del af parlamentet.

## Senatet
Senatet (overhuset) består af 76 senatorer: 12 fra hver delstat og to fra hver af fastlandsterritorierne.
Senatorerne for delstaterne vælges for 6 år. Hvert 3. år vælges 6 af en delstats 12 senatorer. De 4 senatorer i alt for territorierne Australian Capital Territory og Northern Territory vælges samtidig med valgene til Repræsentanternes Hus, og deres valgperiode er den samme som for Repræsentanternes Hus.
Senatorerne vælges ved forholdstalsvalg. Det gør det nemmere for uafhængige og kandidater for mindre partier at blive valgt til Senatet end til Repræsentanternes Hus. Det betyder at Australiens regering ofte ikke har flertal i Senatet, hvilket giver mulighed for oppositionssenatorer til at påvirke lovgivningen.

## Repræsentanternes Hus
Repræsentanternes Hus (underhuset) bestod indtil 2019 af 150 repræsentanter som valgtes ved enkeltmandsvalg i 150 valgkredse. Valgkredsene har cirka samme antal vælgere i hver kreds, og deres grænser justeres af og til for bedre at opnå ensartede vælgertal. Til gengæld varierer deres areal meget – fra få kvadratkilometer til over 2 millioner kvadratkilometer.
Justeringer i valgkredsene forud for valget i 2019 betød at der ved dette valg for første gang blev valgt 151 repræsentanter.
Valgene til Repræsentanternes Hus sker ved præferencevalg hvor vælgerne rangordner kandidaterne efter deres præferencer. Valgperioden er maksimalt 3 år, men der kan udskrives valg til Repræsentanternes Hus tidligere.
Størstedelen af medlemmerne af Repræsentanternes Hus tilhører enten Labor eller The Coalition, men også uafhængige partier og medlemmer har været repræsenteret.

## Dobbeltopløsning
Hvis Repræsentanternes Hus vedtager et lovforslag som Senatet efterfølende forkaster eller vedtager med ændringer som Repræsentanternes Hus ikke kan godkende, og det samme sker igen efter 3 måneder eller senere, giver Austaliens forfatning mulighed for en såkaldt dobbeltopløsning af parlamentet. Det vil sige at der kan udskrives valg hvor hele parlamentet skal nyvælges. Der er sket dobbeltopløsninger i 1914, 1951, 1974, 1975, 1983, 1987 og 2016. Ved dobbeltopløsningsvalg vælges alle 12 senatorer for en delstat på samme tid, mod normalt kun 6 af de 12. Det har den betydning at det bliver lettere for mindre partier at blive repræsenteret i Senatet efter et dobbeltopløsningsvalg end ved normale valg, idet der kræves en mindre andel af stemmerne for hver mandat.